# Spooko, panie Wiśniewski
Spooko, panie Wiśniewski – drugi album zespołu Spooko wydany 19 grudnia 2003 przez Universal Music Polska. Był dołączony jako dodatek do dziennika Fakt. Rozszedł się w 1.100.000 egzemplarzy.

## Lista utworów
1. Daj mi siebie
2. Ich troje jest kradzione
3. Kobieta jest jak kwiat
4. Zmyjmy się stąd
5. Nie pij tato
6. Nikt nie kocha mnie, jak mama
7. A niech gadają
8. Czekanie
9. Zakochani
10. Fabienne
11. Niewiele chcę
12. Kocham Ciebie Panie
13. Zuzanna
14. Comming Home
15. Zuzanna (remix)